# Ábrahámhegy
Ábrahámhegy là một thị trấn thuộc hạt Veszprém, Hungary. Thị trấn này có diện tích 14,88 km², dân số năm 2010 là 456 người, mật độ 31 người/km².